# Touvre (Charente)
Touvre [tuvʁ] ist eine Gemeinde mit 1146 Einwohnern (Stand 1. Januar 2022) im westfranzösischen Département Charente in der Region Nouvelle-Aquitaine.

## Lage
Touvre liegt etwa 30 Meter oberhalb der Karstquelle des gleichnamigen und nur etwa zwölf Kilometer langen Flusses in der alten Kulturlandschaft des Angoumois in einer Höhe von etwa 70 Metern ü. d. M. und etwa zehn Kilometer (Fahrtstrecke) östlich der Stadt Angoulême.

## Bevölkerungsentwicklung
| Jahr      | 1962 | 1968 | 1975 | 1982 | 1990 | 1999 | 2006 | 2016 |
| Einwohner | 567  | 604  | 785  | 933  | 1020 | 1024 | 1090 | 1218 |

Im 19. Jahrhundert stieg die Bevölkerungszahl kontinuierlich von etwa 275 im Jahr 1800 auf etwa 500 Einwohner im Jahr 1900 an. Aufgrund der Nähe zur Stadt Angoulême und vergleichsweise günstiger Immobilienpreise ist die Bevölkerung der Gemeinde im 20. Jahrhundert stetig angewachsen.

## Wirtschaft
Die Landwirtschaft spielt immer noch die wichtigste Rolle im Wirtschaftsleben der Gemeinde. Ansonsten bestimmen Einzelhandel, Handwerk und kleinere Dienstleistungsbetriebe das wirtschaftliche Geschehen des Ortes.

## Geschichte
Touvre liegt an einem bereits in der Antike genutzten Handelsweg zwischen Angoulême und Limoges. Um das Jahr 1050 errichtete Guillaume Taillefer, der Bischof von Angoulême, eine Burg, um sich gegenüber den Besitzansprüchen seines Bruders, des Grafen Fulko, zur Wehr zu setzen. Nach seinem Tode jedoch fiel der größte Teil der bischöflichen Ländereien in die Hände der Grafen. Im Hundertjährigen Krieg (1337–1453) gehörte die Region um Angoulême zeitweise zum Besitz der französischen Krone. Danach fiel sie in die Hände der Engländer, die sie jedoch gegen den Marschall Louis de Sancerre im Jahr 1387 wieder verloren. Im Schatten der Burg entwickelte sich der Ort, dessen Existenz durch seine romanische Kirche bereits für das 12. Jahrhundert belegt ist.

## Sehenswürdigkeiten

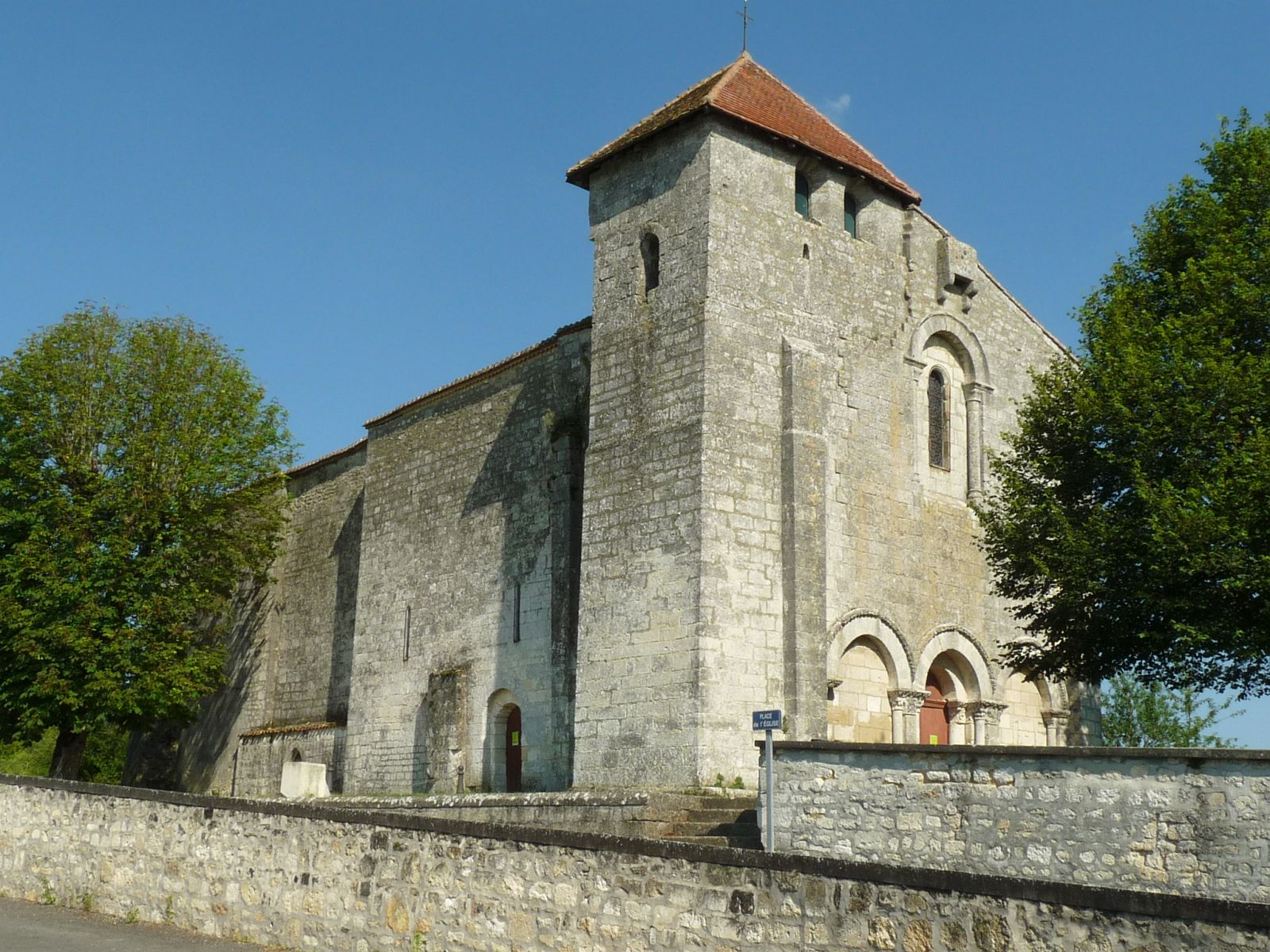
Fassade der Kirche Sainte-Madeleine

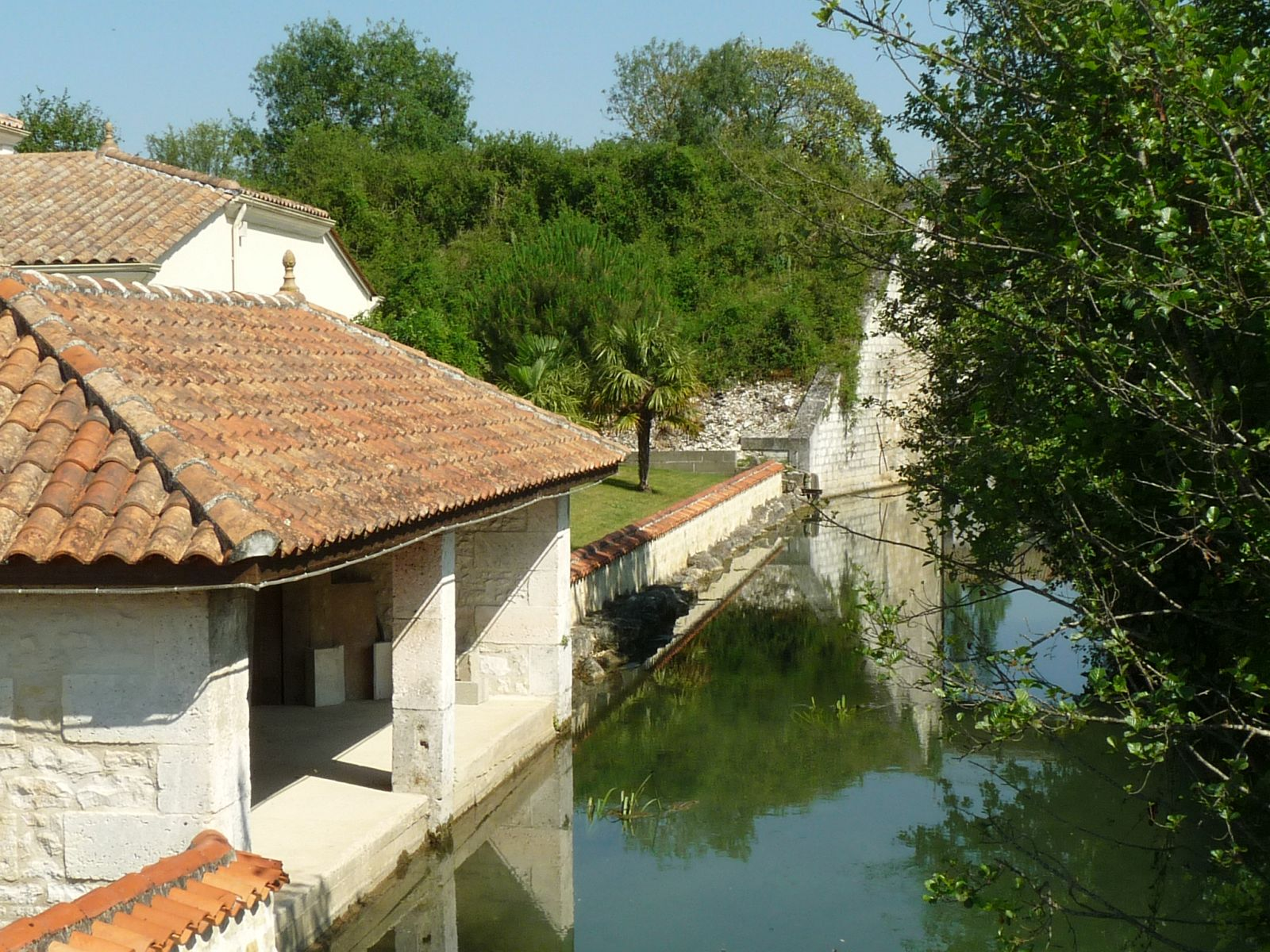
Waschhaus (lavoir) an der Échelle

- Die der heiligen Maria Magdalena geweihte Pfarrkirche Sainte-Madeleine steht auf einem Hügel oberhalb des Quellsees der Touvre in unmittelbarer Nähe zu den Ruinen der alten Burg. Sie ist ein nach außen wehrhafter und weitgehend schmuckloser Bau aus der 2. Hälfte des 12. Jahrhunderts. Die Westfassade der Kirche wird bestimmt von einem dreibogigen Triumphbogenschema im Erdgeschoss, wobei die beiden seitlichen Bögen – wie in der Region üblich – als Blendportale ausgebildet sind. Der Turm der Kirche mit seiner überdachten Aussichtsplattform und ein kleiner Wehrerker (bretèche) über dem Westfenster unterstreichen ihren wehrhaften Charakter. Das einschiffige Innere wird von einem im Jahr 1845 eingefügten Ziegelsteingewölbe überspannt. Teile des Kirchenbaus sind seit dem Jahr 1949 als Monument historique[1] anerkannt.
- Das zweigeschossige Logis de la Lèche stammt aus der Zeit um 1700 und besteht aus einem Wohntrakt (corps de logis) mit seitlichen Eckpavillons; in die Dachfront sind Lukarnenfenster eingelassen. Es befindet sich in Privatbesitz und ist seit 1994 als Monument historique[2] anerkannt.
- Auf dem Gemeindegebiet befinden sich mehrere Quellen und Bäche, die teilweise auch als Waschplatz (lavoir) genutzt wurden, sowie mehrere ehemalige Wassermühlen, von denen zwei als Fischzuchtbetriebe weitergenutzt werden.